# Île Dunk
L'île Dunk (en anglais : Dunk Island) est une île australienne située dans la mer de Corail, dans la région de la Cassowary Coast au nord du Queensland. Elle se trouve à environ 4 km de la côte nord du Queensland continental et fait partie du parc national des îles familiales (Family Islands National Park).

## Histoire
L'île est observée par James Cook le 8 juin 1770 lors de son premier voyage, qui lui donne son nom. Les Aborigènes la nomment Gunanggulba. Le site est à la fois un lieu de préservation du milieu naturel et une destination touristique.